# District de Stann Creek
Pour les articles homonymes, voir Stann et Creek (homonymie).
Le district de Stann Creek est un district au sud-est de Belize. Sa capitale est la ville de Dangriga, connue auparavant sous le nom de Stann Creek Town. Selon le recensement de 2010, le district avait une population de 25 228 habitants.
Dans le district, on trouve le port de Big Creek (principal port bananier de Belize), la péninsule et le village de Placencia (une destination touristique populaire), les villages de Mango Creek, de Mullins River, et le village garifuna de Hopkins sur la Sittee River. Le district de Stann Creek comprend également le Cockscomb Basin Wildlife Sanctuary. Dans la réserve se trouve le Pic Victoria, le point culminant du Belize, à 1120 mètres au-dessus du niveau de la mer.
Le nom Stann vient de "stanns" (signifiant : havre de paix), utilisé par les colons venant du Vieux Continent.